# Jomfruland
Jomfruland ist eine kleine norwegische Insel, die der Küste vor Kragerø in der Landschaft Telemark vorgelagert ist. Jomfruland ist etwa 7,5 km lang und durchschnittlich einen Kilometer breit. Die Insel wirkt als Wellenbrecher für einige kleine Inseln im Kragerø-Archipel im Seegebiet des Skagerrak. Der Name „Insel der Jungfrau“ wurde erstmals 1520 erwähnt.
In der Zeit des Zweiten Weltkriegs operierten Gruppen des norwegischen Widerstandes im Seegebiet vor Kragerø u. a. von Jomfruland aus, um die Schiffspositionen der deutsche Besatzungstruppen auszuspähen.
Seit dem 16. Dezember 2016 gehört die Insel zum Jomfruland-Nationalpark, der zu 98 % aus Wasserflächen besteht.

## Landmarken
In der Mitte der Insel befinden sich an der Südseite der alte und der neue Leuchtturm der Insel. Der neue Leuchtturm ist in Betrieb und ist von allen Seiten der Insel aus sichtbar. Der alte Leuchtturm wurde 1839 zum ersten Mal entzündet und war das erste optische Seezeichen für Schiffe mit Kurs auf Kragerø. Der Turm ist 22 Meter hoch und aus weißen Ziegeln gemauert. 1874 wurde er zusätzlich mit einem Nebelhorn ausgestattet, damals das erste maschinenbetriebene Nebelhorn Norwegens. Der neue gusseiserne Leuchtturm wurde hundert Jahre später, also 1939 gebaut und misst 37 Meter.
Der alte Leuchtturm stellt heute eines der wichtigsten Kulturdenkmäler in der Telemark dar und beherbergt ein kleines Museum, das in den Sommermonaten geöffnet ist. Er ist für den Publikumsverkehr teilweise geöffnet und bietet eine gute Sicht über Jomfruland, das umliegende Meer und die Schären.
Auf der Insel befand sich auch ein weithin sichtbarer Sendemast eines Lang- und Längstwellensenders für die maritime Navigation. Der Sender strahlte auf der Frequenz 71.5833 kHz mit einer Leistung von 30.8 dbW Navigationssignale aus. Da der Betrieb eingestellt wurde und der Turm bautechnisch nicht mehr sicher war, wurde er 2006 abgerissen.

## Flora, Fauna und Geologie

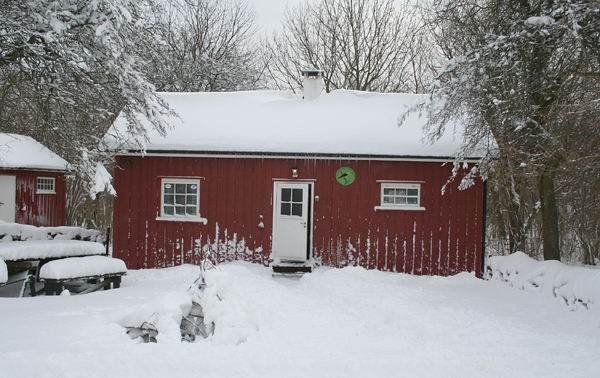
Vogelstation

Die Insel ist Teil einer Moräne, die sich ausgehend von der Ostsee durch ganz Schweden und weiter entlang der norwegischen Südküste erstreckt. Jomfruland gehört zum Gea Norvegica Geopark. Geologisch charakteristisch ist der Steinstrand auf der südlichen, der Meer zugewandten Seite. Auf der, dem Festland zugewandten Seiten findet man eine Küstenlinie mit Sandstränden wechselnder Breite.
Bekannt ist Jomfruland auch wegen seiner üppigen Vogelwelt mit über 300 nachgewiesenen Arten. Die Jomfruland Fuglestasjon ist eine traditionsreiche Einrichtung auf der Insel und wurde 1969 von Mitgliedern der Telemark-Sektion der Norsk Ornitologisk Forening errichtet. Die Station befindet sich in Øitangen an der Nordspitze der Insel.

### Fauna
Der Frühjahrs- und Herbstvogelzug folgt der Küstenlinie; viele Sing-, Raub- und Seevögel passieren dabei den nördlichsten Punkt der Insel.
Die strukturreiche Vegetation der Insel bietet vielen norwegischen Brutvögeln gute Nistmöglichkeiten. Bei einer Zählung im März 2006 wurden 92 Arten als Brutvögel auf Jomfruland registriert, wovon die Norsk Ornitologisk Forening von 40–50 jährlich brütenden Arten ausgeht. Auf Jomfruland liegt der einzige regelmäßige Brutnachweis der Sperbergrasmücke für Norwegen vor. Arten wie der Sprosser (Luscinia luscinia), der Karmingimpel (Rosenfink)(Carpodacus erythrinus) und der Neuntöter (Lanius collurio) sind regelmäßige Brutvögel. Dagegen wurden Bruten des Grünlaubsängers (Phylloscopus trochiloides) (1992 – die einzige nachgewiesene Brut in Norwegen) und der Hohltaube (Columba oenas) auf Jomfruland registriert, sind jedoch nicht jährlich. Löffelenten (Anas clypeata) und ein Paar der Nonnengans (Branta leucopsis) brüten vereinzelt in der Nähe der Insel. Auf dem Seegebiet um Jomfruland werden zahlreiche Seevögel gesichtet, regelmäßig wird z. B. die Gryllteiste (Cepphus grylle) registriert.

### Flora
Ein Großteil der Insel ist mit offenem Eichenwald bedeckt, wobei immer wieder offene, wahrscheinlich gerodete Gras- und Weideflächen vorkommen. Die Ornithologen der NOF arbeiten zusammen mit Einheimischen und der staatlichen Naturaufsicht daran, die zunehmende Verbuschung von unbeweideten Flächen zurückzudrängen.
Die Blüte des Buschwindröschen (Anemone nemorosa) in den lichten Eichenwäldern zieht jedes Frühjahr viele Touristen an. 1995 wurde deshalb die Insel als Schauplatz für den Norwegischen Film Kristin Lavransdatter (Produzentin Sigrid Undset) ausgewählt.